# سيدريك ستانتون هيكس
سيدريك ستانتون هيكس (بالإنجليزية: Cedric Stanton Hicks)‏ هو اخصائي تغذية وكيميائي نيوزيلندي، ولد في 2 يونيو 1892، وتوفي في 7 فبراير 1976.